# Kepler-16
Kepler-16 ist ein Doppelstern im Sternbild Schwan. Das System wird von einem zirkumbinären Exoplaneten namens Kepler-16b umrundet.

## Sternsystem
Bei Kepler-16 (AB) handelt es sich um spektroskopische Doppelsterne, deren einzelne Komponenten bisher nicht aufgeschlüsselt werden konnten. Das System wird zu den Algolsternen gezählt aufgrund der Bedeckungsveränderlichkeit.

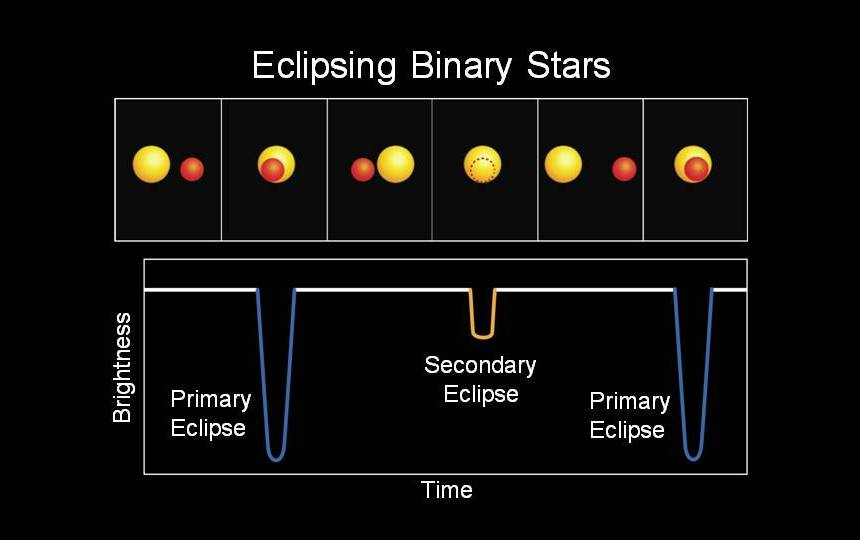
Lichtverlauf bei Kepler-16 (Bedeckungsveränderlichkeit)

## Exoplanet
Kepler-16b ist ein Exoplanet mit einer Masse von etwa 0,3 MJ. Er umkreist die beiden Zentralsterne mit einer Periode von 228 Tagen in einer Entfernung von etwa 0,7 AE bei einer Exzentrizität von etwa 0,007. Kepler-16b wurde mit Hilfe der Transitmethode entdeckt durch das Kepler-Teleskop. Seine Entdeckung wurde im Jahr 2011 veröffentlicht.

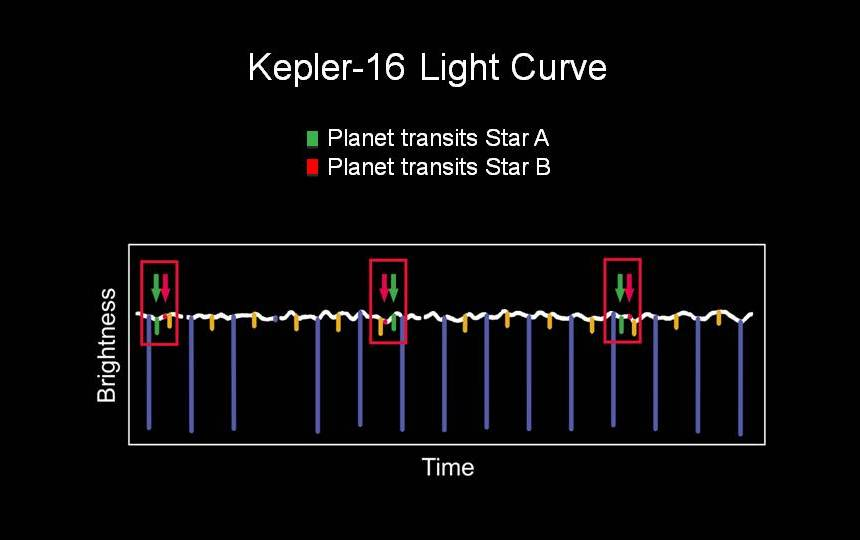
Lichtverlauf des Planeten Kepler-16b